# Xenon (videogioco)
Xenon è un videogioco di genere sparatutto a scorrimento verticale, prodotto dalla The Bitmap Brothers e pubblicato dalla Melbourne House nel 1988 originariamente per Amiga e Atari ST, e successivamente convertito per diversi formati, tra cui MS-DOS e Sega Megadrive. La Arcadia Systems realizzò anche una versione arcade basata su quella Amiga. L'anno successivo fu pubblicato il seguito, Xenon 2 Megablast.